# Yamaha XJ 600 N/S Diversion

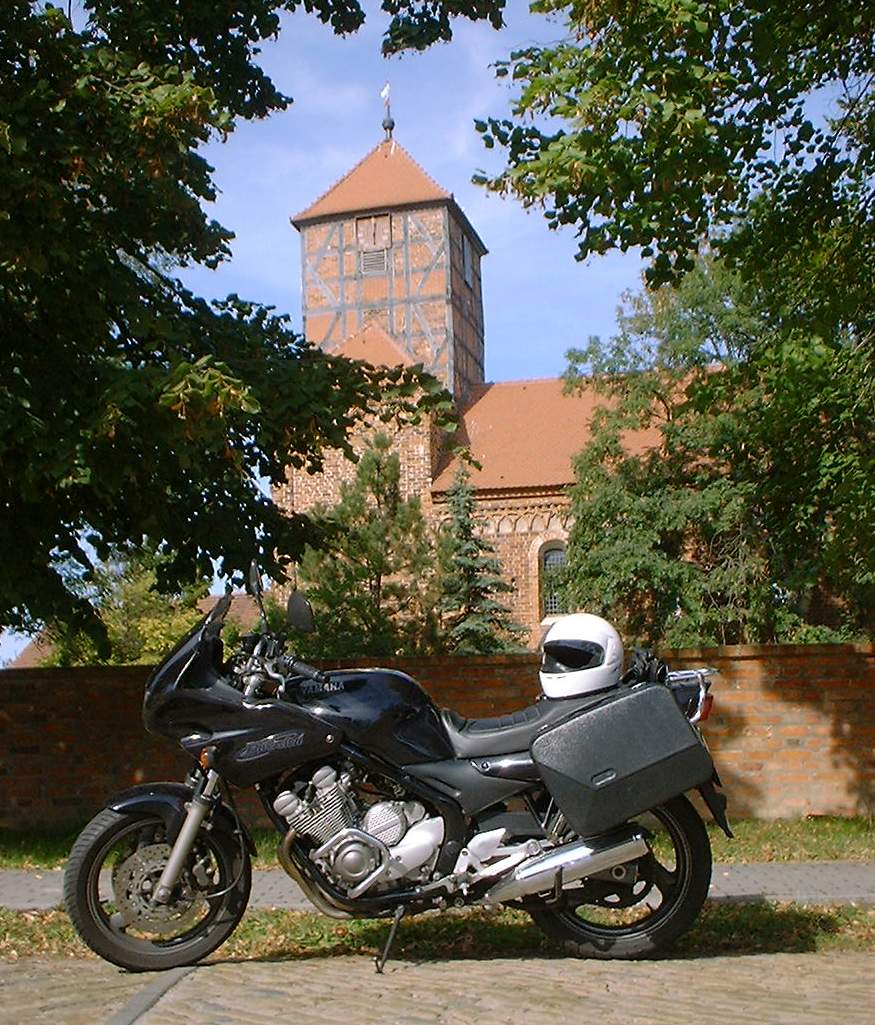
XJ 600 S Diversion (RJ01) auf Tour (in Großwulkow an der Straße der Romanik)

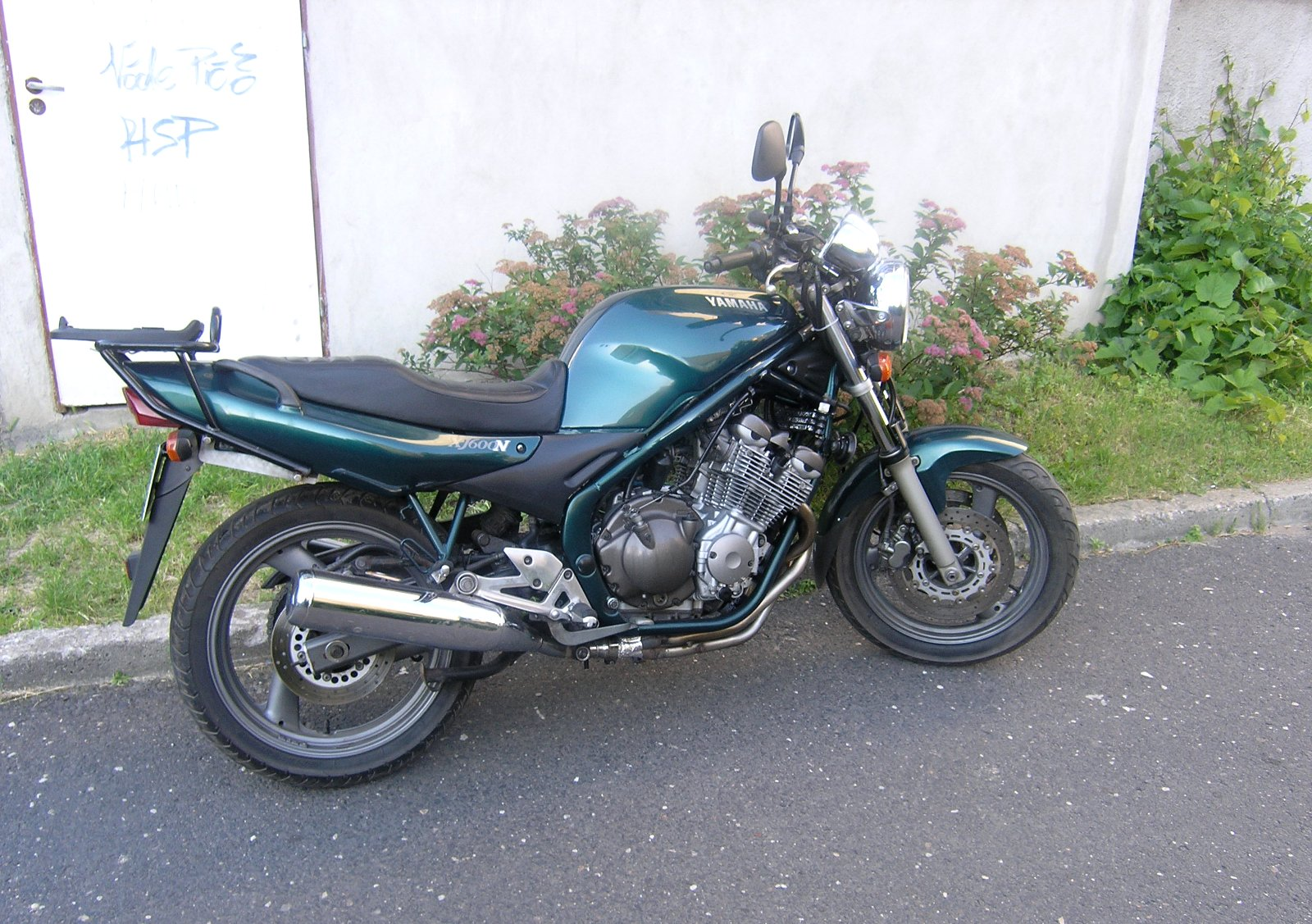
Yamaha XJ 600 N, Bj. 2000

XJ 600 N und XJ 600 S Diversion sind Motorradmodelle des japanischen Motorradherstellers Yamaha aus der XJ-Baureihe. Die US-amerikanische und australische Handelsbezeichnung lautet Seca II. Das Motorrad wurde in zwei verschiedenen Ausführungen angeboten. Von 1991 bis 2003 als Sporttourer mit Halbschalenverkleidung (XJ600S Diversion) und von 1993 bis 2003 als Naked Bike ohne Verkleidung (XJ600N).
Durch sowohl sportliche Eigenschaften als auch große Alltagstauglichkeit und wegen des geringen Preises ist dieses Motorrad auch heute noch zahlreich verbreitet.

## Allgemeines
Die XJ 600 S Diversion wurde von Grund auf neu konstruiert und hat mit der XJ 600 nicht viel gemein. 61 PS stark, jedoch mit nur einer Scheibenbremse vorne anstatt der Doppelscheibe der XJ 600, und mit einer 38 mm starken Gabel. Einige Anwender berichteten zu Beginn von Problemen mit dem Benzinhahn und der Elektrik. 1993 wurde als Schwester die XJ 600 N (nicht „Diversion“) als unverkleidetes Modell auf den Markt gebracht.
Im Zuge der Modellpflege wurden 1994 und 1996 einige Problempunkte beseitigt. Ebenso erfuhren die Verkleidung sowie das Heck Veränderungen, sodass man z. B. mit Ersatz-Halbschalen oder Kofferträgersystemen vorsichtig sein sollte – ab 1996 ist die Passform derartiger Teile für die alten Modelle nicht gewährleistet.
Mit dem Modell 4 LX kam Mitte der 1990er Jahre eine XJ 600 auf den Markt, die ab Werk auf 34 PS gedrosselt und somit für Führerscheineinsteiger geeignet war. Vorherige Modelle besaßen eine Leistung von mindestens 50 PS. Das letzte und am weitesten entwickelte Modell ist die RJ 01 des Modelljahres 1998. Hier wurde eine stabilere Gabel (41 mm) und vorne wieder die zweite Scheibenbremse eingebaut.
Ab 2003 lief die XJ 600 dann aufgrund der verschärften Emissionsgrenzen aus, ohne dass Yamaha einen direkten Nachfolger präsentierte. Die FZ 6 Fazer hat ein sportlicheres Profil (u. a. 98-PS-Motor), während die Suzuki Bandit 600 lange Zeit das Feld der 600er-Tourer dominierte.
|             | XJ600S Diversion       | XJ600N            |
| ----------- | ---------------------- | ----------------- |
| Baujahre    | 1991–2003              | 1993–2003         |
| Fahrzeugtyp | 4BR(A)/4BR(B)/4LX/RJ01 | 4BR(A/B)/4LX/RJ01 |
| Bauart      | Halbschale             | Naked Bike        |

## Schwachstellen
Typische Schwachstellen hat die gesamte XJ-Baureihe eigentlich nicht, da ihr eine ausgefeilte und unkomplizierte Technik zugrunde liegt. Beiden XJ 600 kann man allenfalls eine gewisse Neigung zum Lenkerflattern nachsagen. In der Regel wird man dies allerdings nur bemerken, wenn z. B. Reifen durch Unachtsamkeit beim Luftdruck „eckig“ gefahren wurden oder wenn beim Einbau der Lenkkopflager ungenau gearbeitet wurde. Auch ein Fehler beim Einbau der Schwinge oder ein nicht genau fluchtend eingebautes Hinterrad wirken sich in dieser Weise aus.
Die Vergaser sollten von Zeit zu Zeit synchronisiert und auch das Ventilspiel regelmäßig kontrolliert werden, da Nachlässigkeit des Nutzers hierbei mitunter den Benzinverbrauch recht deutlich in die Höhe treiben kann.
Bei den frühen Baureihen (Anfang 1990) treten, bedingt durch den Unterdruck-Vergaser, Startprobleme auf, wenn das Motorrad einige Tage steht oder die Außentemperatur niedrig ist. Kurzfristige Abhilfe schafft hier den Benzinhahn auf „pri“ zu stellen, den Choke zu ziehen und wenige Minuten zu warten. Dann den Anlasser stoßweise im Abstand von einer Sekunde mehrmals betätigen. Dauerhafte Abhilfe schafft ein Modifikationssatz  von Yamaha für den Vergaser (Service Tip Nr. 62KD 27/94 und 10KD 03/94 von 1994) zum nachträglichen Umbau, bestehend aus einem S-förmigen Schlauchstück und 4 Chokedüsen der Größe 52,5. Auch ein Umbau auf eine elektrische Benzinpumpe kann das Problem beheben.

## Verbesserungsmöglichkeiten
Wie bei allen „Brot und Butter“-Maschinen kann man die ursprünglichen Fahrwerkeigenschaften optimieren.

### Federung
Die Federung der alten XJ 600er-Serie ist fast noch besser als die der neuen Serie. Dies ist den unterschiedlichen Konzepten zu verdanken.
Die 51J sollte auf dem Reißbrett ein Supersportler werden. Allerdings wurde sie eher als Sporttourer gesehen und entsprechend gekauft. Im Gegensatz zu vielen anderen Motorrädern der 1980er-Jahre harmonierte das Fahrwerk der 51J mit der Motorleistung. Gleichwohl ist das Fahrwerk nach heutigen Maßstäben zweite Wahl. Die Diversion hingegen war von Anfang an als Tourenmaschine geplant gewesen und wurde daher mit tauglichen, aber nicht hervorragenden Federelementen ausgestattet. Dies äußert sich insbesondere in der zu schwammigen Gabelfederung und der fehlenden Verwindungssteifigkeit der Modelle vor 1998.
In beiden Fällen empfiehlt sich zunächst die Umrüstung auf progressive Gabelfedern. Damit wird das Ansprechverhalten nicht nur direkter, was für mehr Rückmeldung von der Fahrbahn zum Fahrer sorgt, es verhindert in Verbindung mit der Umrüstung auf zäheres Gabelöl (15er- statt 10er-Viskosität) ein Durchschlagen der Gabel.
Bei den Modellen der XJ 600 vor 1998 sollte man auch den Einbau eines Gabelstabilisators in Betracht ziehen, da er die nur ausreichende Verwindungssteifigkeit der Gabel sehr verbessern kann – vor allem beim scharfen Bremsen ist das ein deutlicher Sicherheitsgewinn.
Das Federbein kann auch gegen hochwertigere Zubehörteile ausgetauscht werden, aber meist ist hier die Verbesserung im Verhalten nicht die sehr hohen Kosten (ca. 500 Euro) wert.

### Bremsanlage
Bei der XJ 600 gilt auch hier das übliche Unterscheidungskriterium: Die Einscheibenbremse der Modelle vor 1998 ist ausreichend, aber nicht mehr zeitgemäß. Die Doppelscheibenbremse der ab 1998 gebauten Motorräder sorgt nicht nur für bessere Bremsleistungen, sie verhindert auch das leichte Verziehen der Gabel, das die alten Modelle von 1991 bis 1997 noch aufweisen. Als Schwachpunkt an den Bremsanlagen werden häufig die Gummileitungen gesehen. Diese sorgen, wie bei allen PKW und Motorrädern mit Gummi-Bremsleitungen, für einen weicheren Druckpunkt, der durch eine Umrüstung auf Stahlflex-Bremsleitungen verbessert werden kann.

### Bereifung
Die Werksbereifung und spätere Zubehörreifen (wie Michelin Macadam) gelten heute als nicht mehr zeitgemäß. Wesentliche Fortschritte in der Reifenentwicklung sind nach Hinweisen vieler Nutzer durch folgende Umrüstungen gegeben: Die erste Wahl unter den Reifen stellt für die meisten XJ-Fahrer der BT45 „Battlax“ von Bridgestone dar. Durch zwei Mischungen, hart in der Mitte, weich an den Flanken, erreicht der Hersteller so eine hohe Laufleistung, zwischen 8.000 und 15.000 Kilometern beim Vorderreifen und 4.000 km – 10.000 km beim Hinterreifen (je nach Fahrweise), zum anderen baut der Reifen auch bei niedriger Betriebstemperatur schon hohe Haftkräfte auf, auch bei Nässe. Hält man konstant den vorgeschriebenen Luftdruck ein. Er verringert auch die latent vorhandene Neigung zum Lenkerflattern aller XJ 600-Modelle. Eine weitere Alternative ist der LaserTec von Metzeler. Die Fahreigenschaften erreichen im Schnitt nicht ganz die Werte des BT 45, doch wird er insgesamt auch als ein tauglicher Reifen gesehen. Ebenfalls der Avon AM26 Roadrider, bei dem es mit einem Reifengutachten vom Hersteller möglich ist mit einem 150/70-18 statt Standard 130/70-18 auf dem hinteren Rad zu fahren.